# Alfonso Martínez Gómez
Alfonso Martínez Gómez (Saragossa, 24 de gener de 1937 - Barcelona, 17 d'abril de 2011) fou un jugador de bàsquet espanyol, professional durant la dècada de 1950, 60 i 70. Mesurava 1,94 metres d'altura i jugava en la posició de pivot. Amb una forta personalitat i una gran capacitat tant anotadora com rebotejadora, va ser considerat un dels millors jugadors de bàsquet d'Espanya de la seva època.
Format al basquetbol català, va desenvolupar una llarguíssima trajectòria, quasi sempre dins de clubs catalans, repleta d'èxits al llarg de les 19 temporades consecutives que va jugar en la lliga espanyola; fet que, a més, va suposar un rècord, només superat per Joan Creus.
Alfonso Martínez va jugar en els millors equips d'Espanya, i sempre acompanyat de l'èxit. Al llarg de la seva carrera va guanyar quatre lligues espanyoles, i a més, va esdevenir l'únic jugador que l'ha guanyat amb tres equips diferents FC Barcelona, Reial Madrid i Club Joventut de Badalona.
També va guanyar 4 Copes d'Espanya, sent l'únic jugador que ha guanyat aquest títol amb quatre equips diferents: FC Barcelona, Reial Madrid, Joventut i Picadero.
A nivell personal, va ser tres vegades el màxim anotador de la Lliga, en els anys 1957, 1958 i 1959.
Alfonso Martínez va ser indiscutible en la selecció de bàsquet d'Espanya de la seva època. No debades va disputar un total de 146 partits internacionals. Va participar en els Jocs Olímpics de Roma 1960 i en els Jocs Olímpics de Mèxic 1968, en el Mundial oficiós de Xile de 1966 i en cinc Europeus: 1959, 1961, 1963, 1967 i 1969. En l'Eurobasket de 1967 va ser el màxim reboteador.
Una vegada retirat com a jugador en actiu va entrenar al Club Baloncesto Valladolid i al Bàsquet Manresa.

## Clubs
- La Salle (infantil)
- RCD Espanyol (juvenil)
- 1953-1955: FC Barcelona
- 1955-1956: Aismalíbar Montcada
- 1956-1958: Reial Madrid
- 1958-1961: FC Barcelona
- 1961-1962: Club Joventut de Badalona
- 1962-1966: Picadero Jockey Club
- 1966-1972: Club Joventut de Badalona
- 1972-1975: CD Mataró
- 1975-1976: CB Breogán

## Palmarès
- 4 Lligues espanyoles: 1957 i 1958 amb el Reial Madrid CF, 1959 amb el FC Barcelona i 1967 amb el Club Joventut de Badalona.
- 4 Campionats d'Espanya: 1957 (Reial Madrid CF), 1959 (FC Barcelona), 1964 (Picadero JC) i 1969 (Club Joventut de Badalona).